# Sasaki Daiju
Daiju Sasaki (sinh ngày 17 tháng 9 năm 1999) là một cầu thủ bóng đá người Nhật Bản.

## Sự nghiệp câu lạc bộ
Daiju Sasaki đã từng chơi cho Vissel Kobe.